# Lyndia cannarum
Lyndia cannarum là một loài bướm đêm trong họ Crambidae.